# Tribe (Musikervereinigung)
Tribe war eine Mitte der 1970er Jahre bestehende Detroiter Musikervereinigung, zu der ein gleichnamiges Plattenlabel und eine Zeitschrift gehörten.

## Geschichte der Vereinigung
Im Jahr 1972 gründete eine Gruppe Detroiter Musiker das Kollektiv Tribe, das Konzerte veranstaltete, Platten produzierte, Künstler promotete und eine Zeitschrift herausgab. Tribe, das seinen Sitz in der 81 Chandler Street in Detroit hatte, war Teil der „1970er-Bewegung einer kulturellen Selbstbestimmung“. Die Gründung erfolgte zu einer Zeit, als das Detroiter Label Motown nach Los Angeles gezogen war und die Automobilindustrie der Stadt im Niedergang begriffen war.

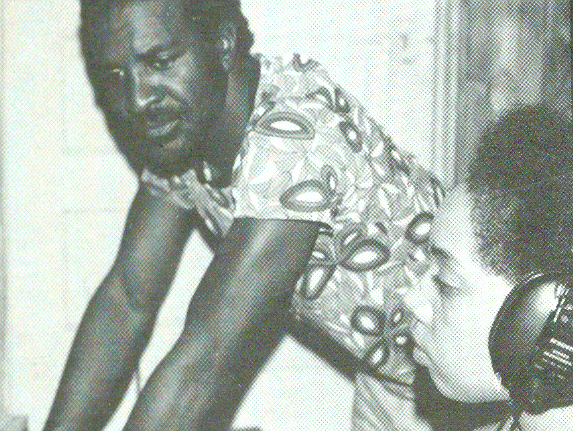
Wendell Harrison

 Der Saxophonist Wendell Harrison, der das Unternehmen (offiziell W. Harrison & Associates) von seinem Familiensitz aus führte, war mit Phil Ranelin, Marcus Belgrave, Harold McKinney der Initiator des Projekts. Die Musik des Labels, die ein Spektrum von Funk, Soul Jazz bis zum Avantgarde Jazz bot, erlebte in späteren Jahren eine Wiederentdeckung, vor allem durch die Produzenten Carl Craig und Gilles Peterson; verschiedene Label brachten Rare Groove-Wiederveröffentlichungen der Tribe-Schallplatten auf den Markt. Zum Umfeld des Labels gehörten ferner der Bassist Ron Brooks, der Trompeter Charles Moore und der Schlagzeuger Doug Hammond.
Zum 40-jährigen Bestehen des Kollektivs sagte Wendell Harrison 2012:
„The style was Detroit. We had the funky beats from Motown and the George Clinton culture on the bottom, and the bebop stuff on the top. You could dance to it, but intellectually, you could appreciate the solos, too.“
Phil Ranelin ergänzt: “The aim of Tribe was to provide work opportunities and produce original music. It was an umbrella where composers from Detroit could showcase their music. It was about survival.”
Die Zeitschrift Tribe, deren Untertitel Detroit's First Magazine for Black Awareness lautete, berichtete aus einer radikalen afroamerikanischen Perspektive über Themen wie den Bürgerrechtler Jesse Jackson, die Watergate-Affäre, Sun Ra oder über den Detroiter Radio-Discjockey Butterball. Zu den Produktionen von Tribe gehörten auch Theaterstücke, Lyrik-Lesungen und sozialkritische Musik. Zu den Jazz-Theater-Produktionen zählten An Evening with the Devil, Message from the Tribe, Farewell to the Welfare und Mary Had an Abortion.
Die Aktivitäten von Tribe wurden zum Ende der 1970er Jahre geringer, die Mitglieder des Kollektivs entwickelten vermehrt eigene Projekte. So zog Doug Hammond nach Europa, Belgrave erweiterte die Aktivitäten seines Jazz Development Workshop, Phil Ranelin ging nach Los Angeles und Wendell Harrison trennte sich in dieser Zeit von seiner ersten Frau Pat, die stark in das Projekt einbezogen war. Mit seiner zweiten Frau, der Pianistin/Komponistin Pamela Wise und Harold McKinney startete Harrison das Unternehmen Rebirth, das eine ähnliche Organisation wie Tribe war. In seinem 25 Jahren des Bestehens veranstaltete Rebirth zahlreiche Konzerte und produzierte eine Reihe von Schallplatten, u. a. mit Künstlern wie Leon Thomas, Eddie Harris, Woody Shaw, Eddie Jefferson und Jimmy Owens.
Jim Dulzo sieht in dem musikereigenen Projekt Parallelen zu ähnlichen Unternehmungen Sun Ras, des Association for the Advancement of Creative Musicians (AACM) in Chicago und der Black Artists Group (BAG) in St. Louis.

## Diskographie
Alben
- 1973: The Tribe Presents Wendell Harrison & Phillip Ranelin – Message from the Tribe
- 1973: Wendell Harrison – An Evening with the Devil
- 1974: Marcus Belgrave – Gemini II
- 1974: Harold McKinney – Voices and Rhythms of the Creative Profile
- 1974: Phil Ranelin – The Time Is Now!
- 1975: Doug Hammond & David Durrah – Reflections in the Sea of Nurnen
- 1975: Phil Ranelin – Vibes from the Tribe
- 1976: The Mixed Bag – Mixed Bag’s First Album
- 2019: Tribe, Hometown: Detroit Sessions 1990–2014, mit Harold McKinney, Pamela Wise, Phil Ranelin

Singles
- 1973 Wendell Harrison and the Tribe Farewell to Welfare Part 1 & 2 7”
- 1975 Doug Hammond & David Durrah Venus Fly Trap 7”

Neuausgaben
- From the Tribe: An Anthology of Tribe Records 1972-77 (Universal Sound/Soul Jazz)[2]
- Vibes from the Tribe (P-Vine)
- Reawakening (Rebirth)
- Birth of a Fossil (Rebirth)